# Cristaserolis gaudichaudii
Cristaserolis gaudichaudii is een pissebed uit de familie Serolidae. De wetenschappelijke naam van de soort is voor het eerst geldig gepubliceerd in 1841 door Audouin & Milne-Edwards.